# Едам-Волендам
Едам-Волендам — муніципалітет на північному заході Нідерландів, у провінції Північна Голландія, переважно складається з міст Едам і Волендам. Він розташований на західному березі Маркермер, на північ від Ватерленду. населення станом на 2021 рік — 36 268 осіб.
У 2016 році колишній муніципалітет Зіванг об'єднався з Едам-Волендамом.

## Населені пункти муніципалітету
Міста
- Волендам
- Едам

Села
- Бетс
- Вардер
- Гобреде
- Квадейк
- Мідделі
- Остгейзен
- Пюрмер (частково)
- Схардам

Селища
- Етерсгейм

## Місцевий уряд
Муніципальна рада Едам-Волендам має 25 місць. Згідно результатів виборів 2022 року розподіл за фракціями:
- Волендам '80: 7 місць
- Ліст Крас: 3 місця
- CDA: 3 місця
- Zeevangs Belang: 3 місця
- GroenLinks: 3 місця
- ВВД: 2 місця
- БВНЛ: 2 місця
- PvdA: 1 місце
- Forum voor Democratie: 1 місце

## Топографія

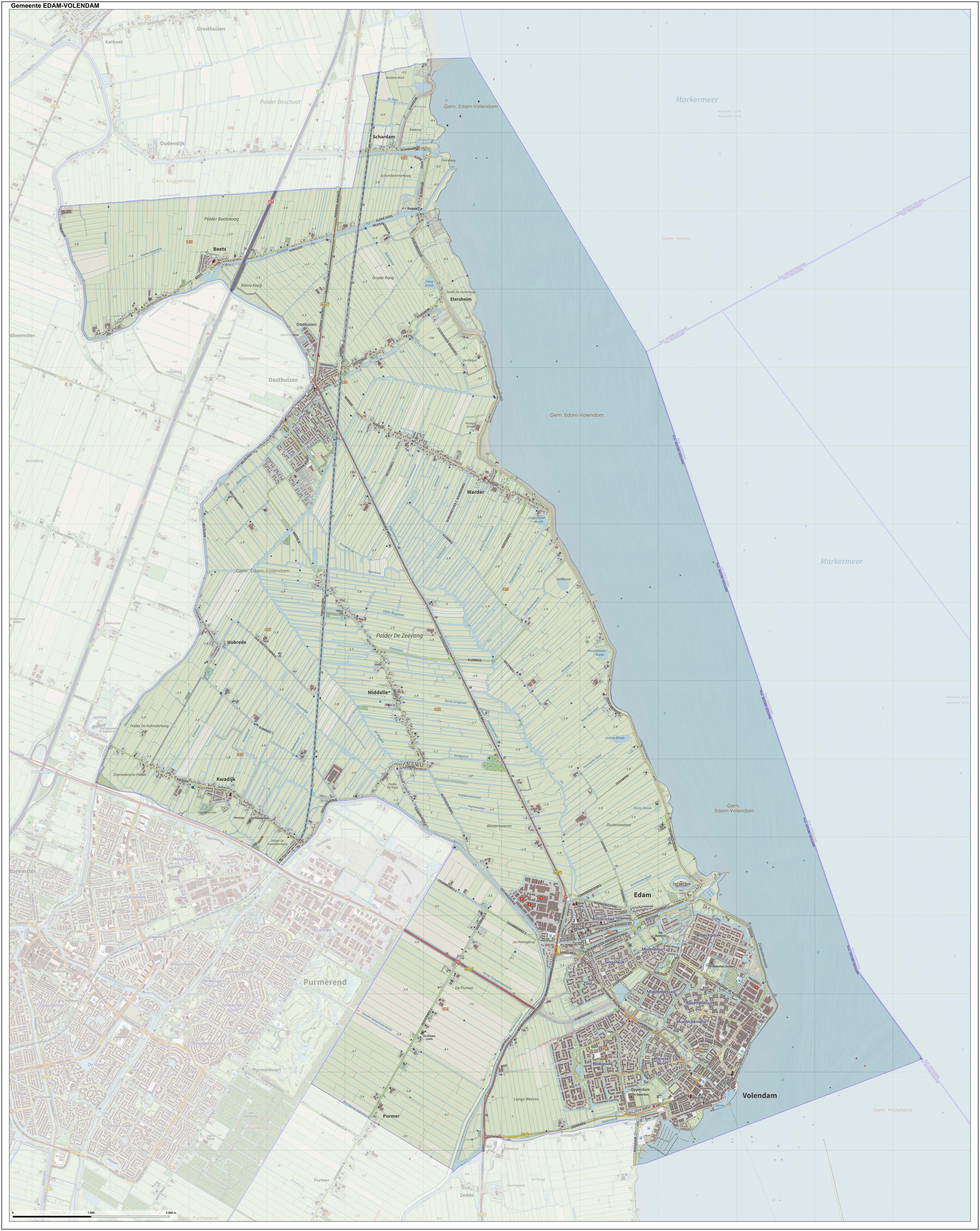
Карта муніципалітету, січень 2016 року

## Відомі уродженці
- Гертьє Дірк (прибл. 1610—1615 в Едамі — прибл. 1656) — коханець Рембрандта ван Рейна.
- Ед ван дер Ельскен (1925—1990) — голландський фотограф і кінорежисер[5].
- Будевійн Хендрікс (пом.1626) — голландський корсар, а пізніше адмірал; також бурмістр Едаму.
- Трийнтьє Ківер (1616—1633) — найвища жінка в історії, коли вона померла, її зріст становив 2,54 метри (8 футів 4 дюйми).
- Мона Кейзер (нар. 1968 року в Едамі) — голландський політик.
- Ян Кейзер (нар. 1949 року у Волендамі) — нідерландський співак і композитор із поп-гурту BZN.
- Джеральдін Кемпер (нар. 1990 року у Волендамі) — голландська телеведуча[6].
- Бернадетт (нар. Бернадетт Краакман 1959 року у Волендамі) — голландська співачка, брала участь у пісенному конкурсі Євробачення 1983 року.
- Марібель (нар. Марі Квакман 1960 року у Волендамі) — голландська співачка, брала участь у пісенному конкурсі Євробачення 1984 року.
- Марія Леєр (нар. 1788 в Едамі — 1866) — пророчиця та голландська релігійна діячка.
- Крістофер Шиппер (нар. 1934 в Ярнскозі — 2021) — голландський синолог і вчений.
- Ян Янц Слоп (нар. 1643 в Едамі — 1727) — голландський художник золотого віку.
- Ян Сміт (нар. 1985 у Волендамі) — голландський співак, телеведучий, актор і футбольний режисер[7].
- Абрахам Стафорст (прибл. 1638 в Едамі — 1696) — голландський художник Золотого віку.
- Піт Верман (нар. 1943 р. у Волендамі) — голландський поп-музикант.
- Абрахам Ісааксен Верпланк (1606—1690) — ранній поселенець у Нових Нідерландах, емігрував близько 1633 року.

### Спорт
- Вім Йонк (нар. 1966 року у Волендамі) — голландський футбольний тренер і колишній гравець, який провів 368 матчів за клуб.
- Коен де Конінг (1879—1954) — ковзаняр і велосипедист.
- Геррі Конінг (нар. 1980 року у Волендамі) — колишній голландський футболіст, який провів понад 350 матчів за клуб.
- Арнольд Мюрен (нар. 1951 року у Волендамі) — голландський футбольний менеджер і колишній півзахисник, який провів 516 матчів за клуб.
- Геррі Мюрен (нар. 1946 року Волендамі — 2013) — голландський футболіст, який провів понад 350 матчів за клуб.
- Генні Шільдер (нар. 1984 року у Волендамі) — голландський футболіст, 375 матчів за ФК Волендам.
- П'єр Тол (нар. 1958 року у Волендамі) — нідерландський міжнародний футболіст, який провів 344 матчі за клуб.
- Джек Туйп (нар.1983 року у Волендамі) — нідерландський футбольний нападник у відставці, який провів близько 400 матчів за клуб.

## Галерея

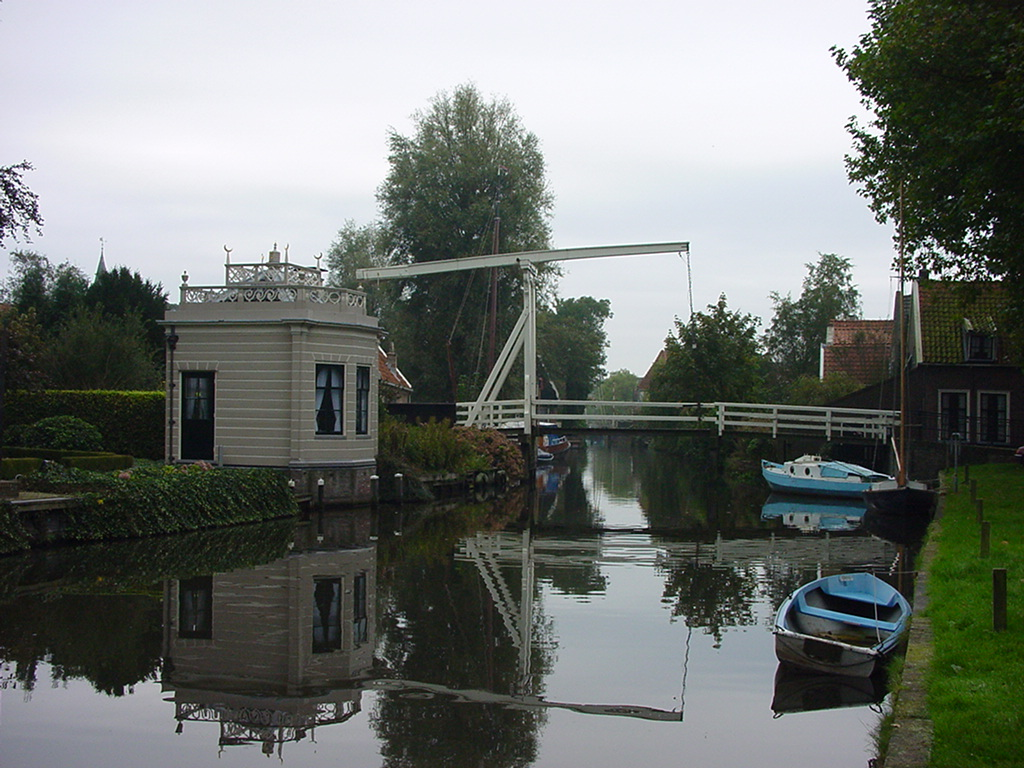
Едам — міст через канал
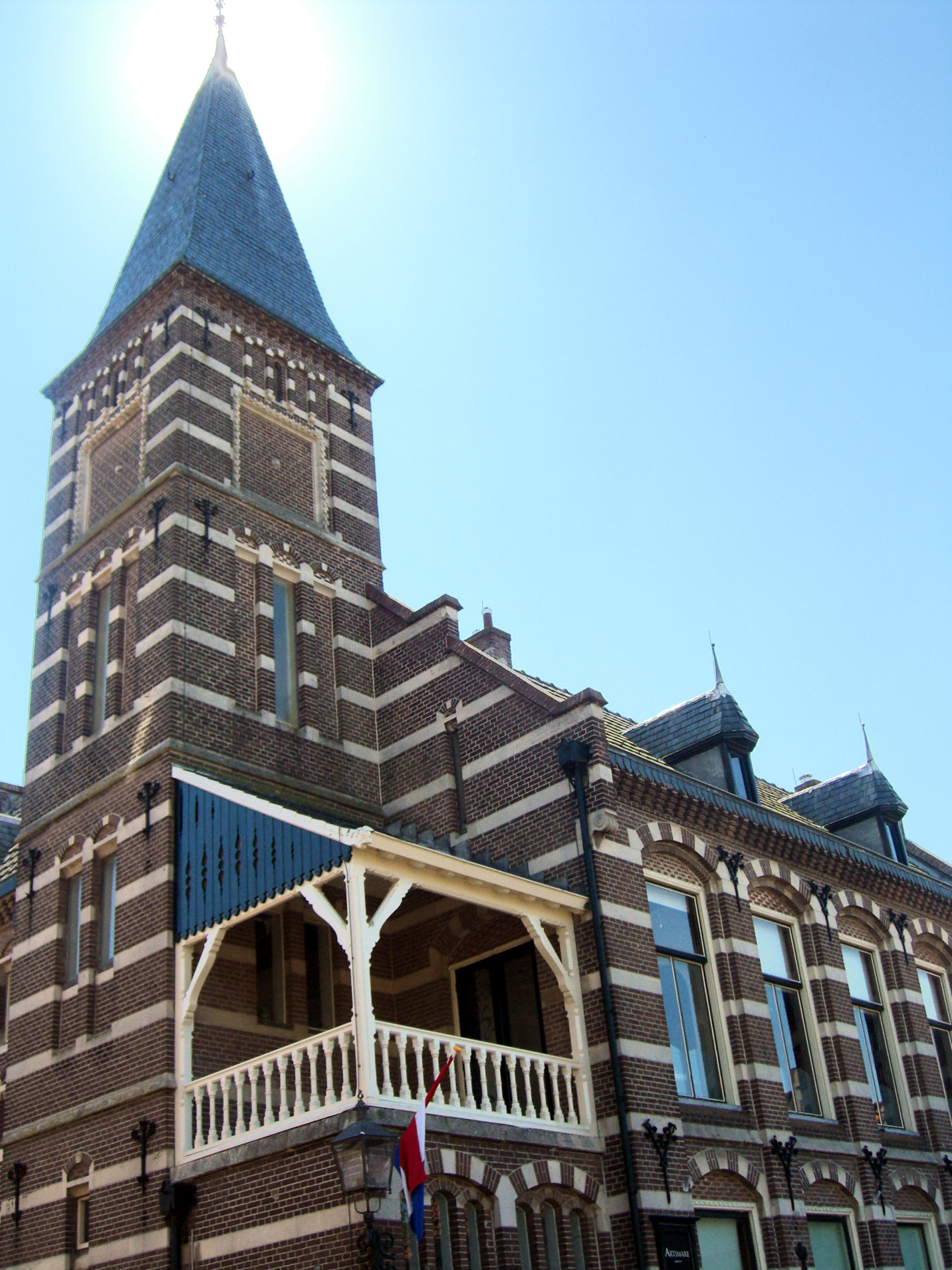
Едам — колишня пошта
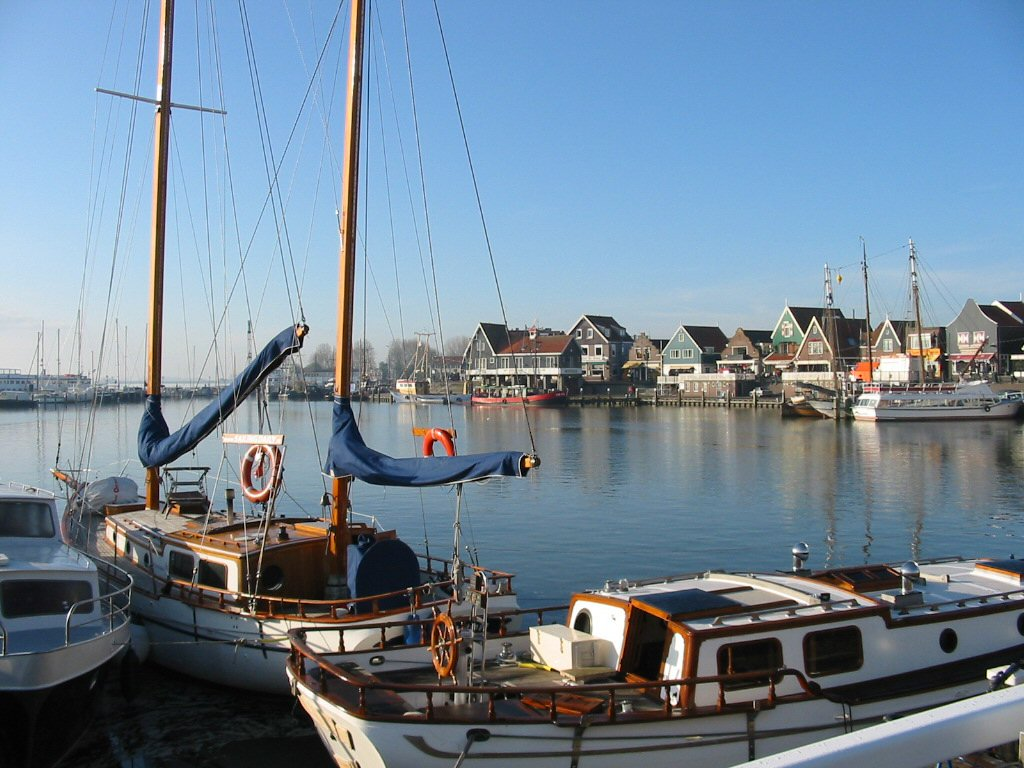
Гавань у Волендамі
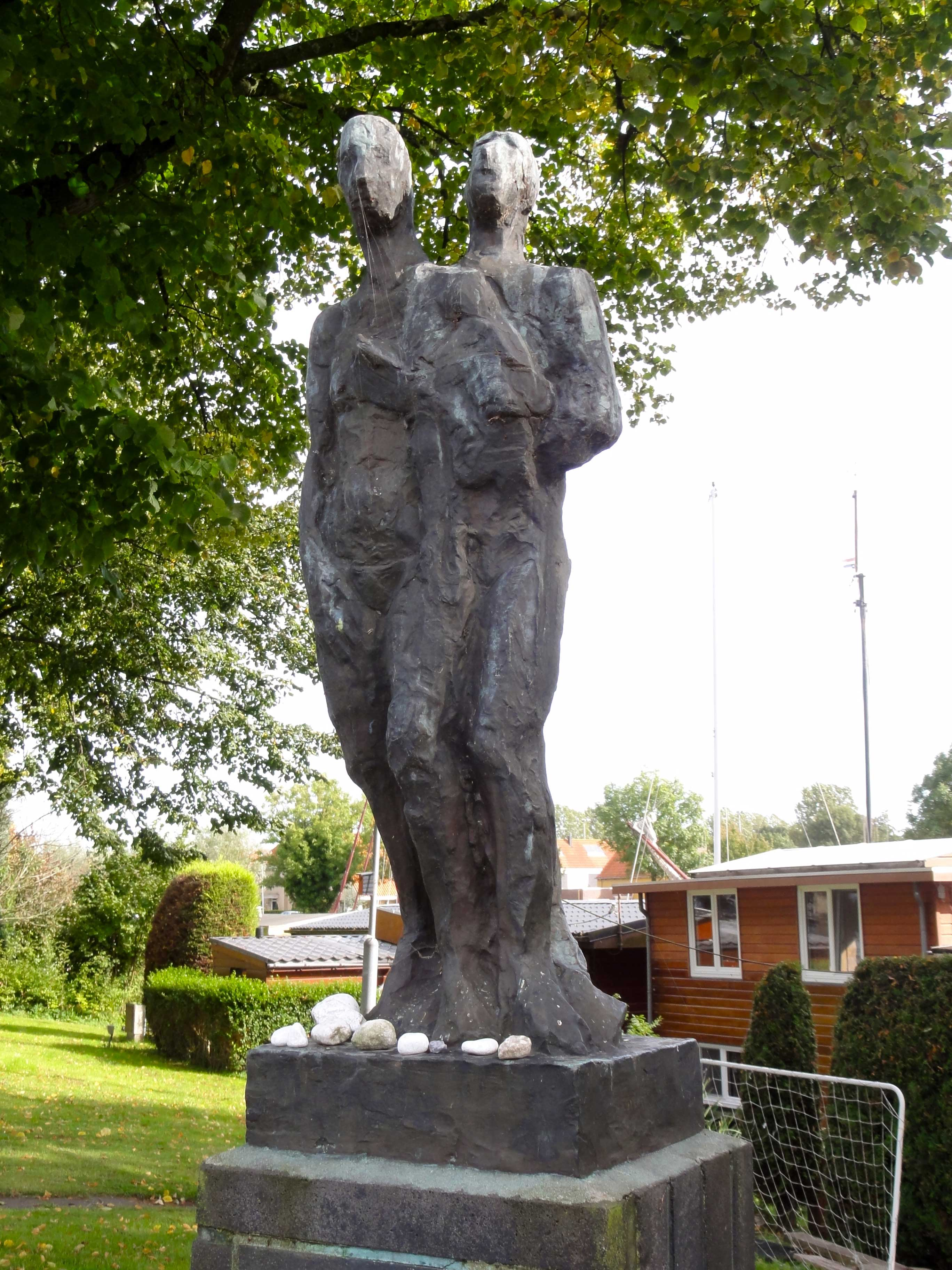
Едам — скульптура Губерта ван Літа
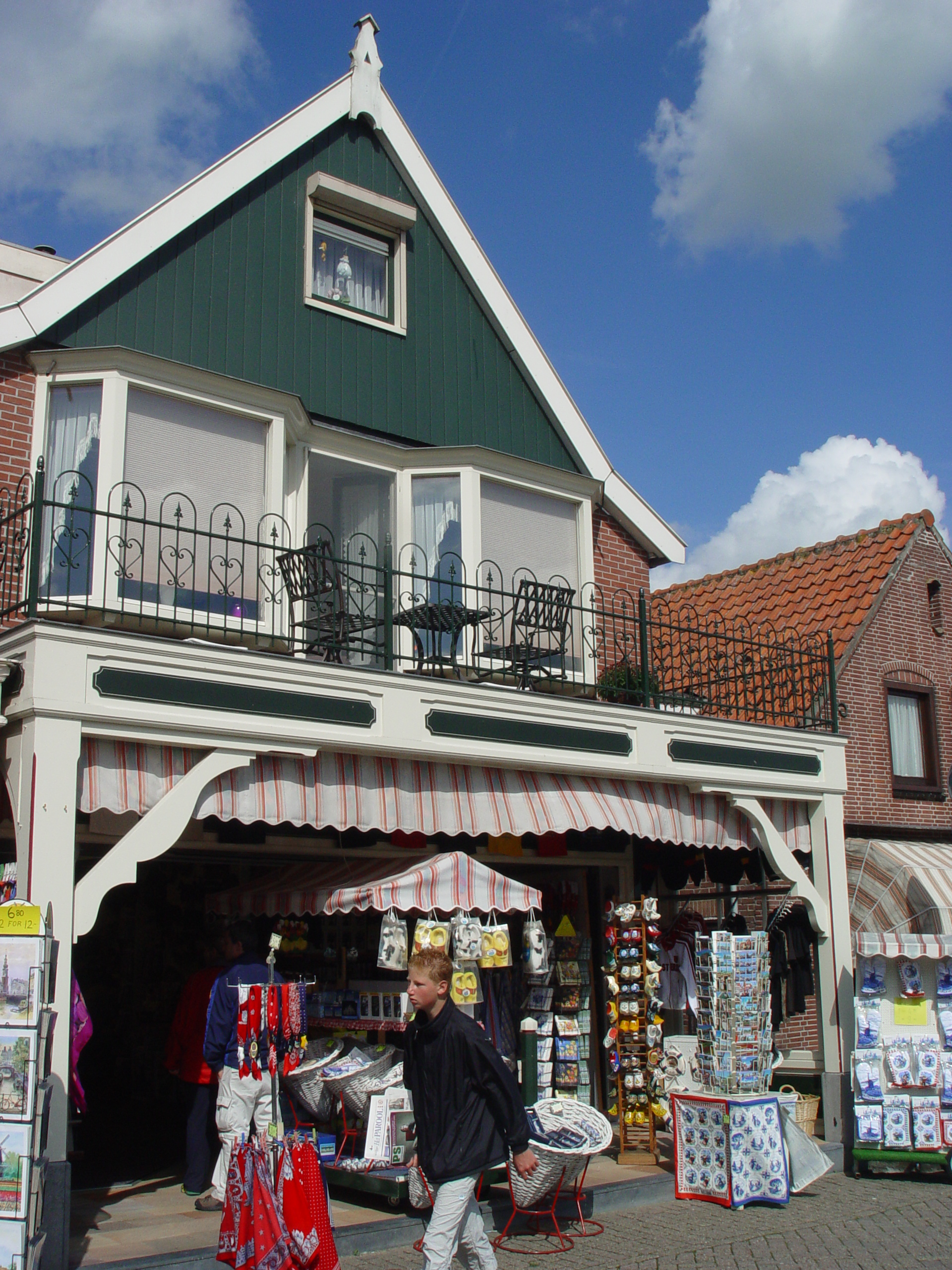
Волендам